# Valor justo de mercado
El término valor justo de mercado se utiliza en todo el Código de Rentas Internas, entre otras leyes estatutarias federales en los EE. UU., incluida la quiebra, muchas leyes estatales y varios organismos reguladores. En litigios en muchas jurisdicciones de los Estados Unidos, el valor justo de mercado se determina en una audiencia. En algunas jurisdicciones, los tribunales están obligados a celebrar audiencias de mercado justas, incluso si los prestatarios o los garantes de préstamos renunciaron a sus derechos a dicha audiencia en los documentos del préstamo.

## Definición

### Estados Unidos
El valor justo de mercado es el precio al que la propiedad cambiaría de manos entre un comprador dispuesto y un vendedor dispuesto, sin que ninguno de los dos se vea obligado a comprar o vender y ambos tengan un conocimiento razonable de los hechos relevantes. Estados Unidos v. Cartwright, 411 U. S. 546, 93 S. Ct. 1713, 1716-17, 36 L. Ed. 2d 528, 73-1 U.S. Impuestos Cas. (CCH)  12,926 (1973) (que cita de las regulaciones del Tesoro de los Estados Unidos relacionadas con los impuestos federales al patrimonio, en 26 C.F.R. sec. 20.2031-1 (b)).

### Canadá
El valor justo de mercado no se define explícitamente en la Ley del Impuesto sobre la Renta. Dicho esto, el Sr. Juez Cattanach en Henderson Estate, Bank of New York c. M.N.R., (1973) C.T.C. 636 en pág. 644 articula el concepto de la siguiente manera:

El estatuto no define la expresión "valor justo de mercado", pero la expresión se ha definido de muchas formas diferentes dependiendo generalmente del tema que la persona que busca definirlo tenía en mente. No creo que sea necesario intentar una definición exacta de la expresión tal como se usa en el estatuto más que decir que las palabras deben interpretarse de acuerdo con el entendimiento común de las mismas. Supongo que ese entendimiento común significa el precio más alto que podría esperarse razonablemente que un activo traiga si el propietario lo vende en el método normal aplicable al activo en cuestión en el curso normal del negocio en un mercado no expuesto a tensiones indebidas y compuesto. de compradores y vendedores dispuestos a negociar en condiciones de plena competencia y sin obligación de comprar o vender. Agregaría que el entendimiento anterior, tal como lo he expresado de manera general, incluye lo que concibo como el elemento esencial que es un mercado abierto e irrestricto en el que el precio se negocia entre compradores y vendedores dispuestos e informados sobre el yunque de oferta y demanda. Estas definiciones son igualmente aplicables a "valor justo de mercado" y "valor de mercado" y es dudoso que la palabra "justo" agregue algo a las palabras "valor de mercado".

En concordancia con esta decisión, la Agencia Tributaria de Canadá (CRA) enumera la siguiente definición de trabajo en su diccionario en línea:

El valor justo de mercado generalmente significa el precio más alto, expresado en dólares, que una propiedad generaría en un mercado abierto y sin restricciones entre un comprador dispuesto y un vendedor dispuesto, que estén bien informados, sean informados y sean prudentes, y que actúen independientemente el uno del otro. 

Como indica la definición, los conceptos canadiense y estadounidense de valor justo de mercado son muy similares. Una diferencia obvia es que la definición de trabajo canadiense se refiere al "precio más alto" mientras que la definición estadounidense simplemente menciona "el precio". Es discutible si la presencia de la palabra "más alto" distingue o no la definición canadiense de la estadounidense.